# Plaques de matrícula de San Marino

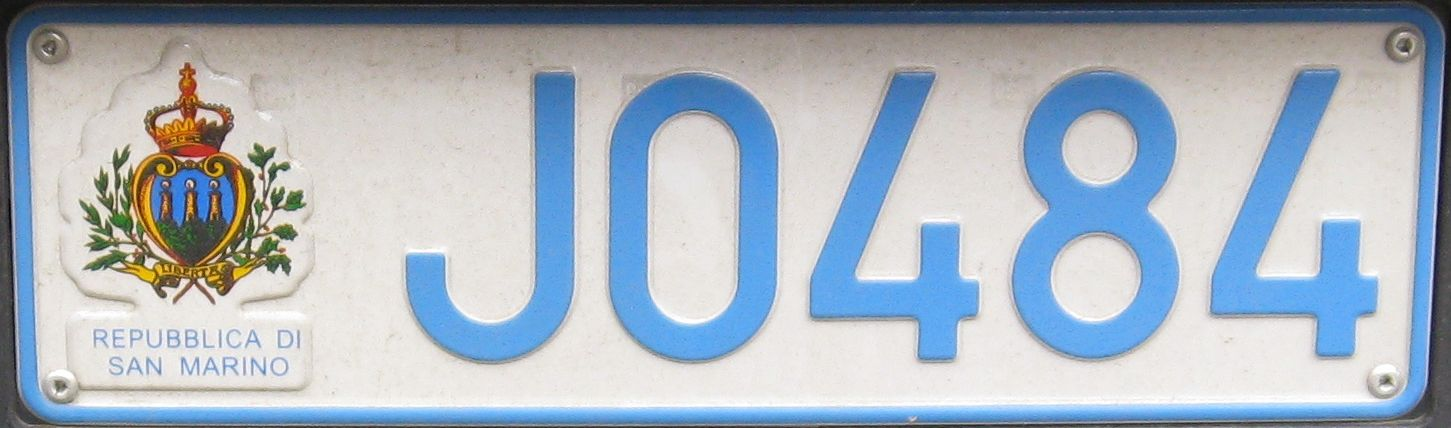
Model actual de matrícula.

Les plaques de matrícula dels vehicles de San Marino segueixen un sistema introduït el 1986 i que a partir de 1993 afegeix una lletra davant la combinació de quatre xifres (per exemple, A1234). A la part esquerra de la matrícula hi apareix l'escut de l'estat amb la llegenda REPUBBLICA DI SAN MARINO sota d'ell.
Els caràcters són de color blau cel i en relleu sobre fons reflectant blanc, amb unes mides, introduïdes a partir del 1979, de 390 mm x120 mm (tant davant com darrere). I tota la matrícula es completa amb una vora també blau cel.

## Tipografia
La tipografia utilitzada segueix el model DIN 1451 Mittelschrift, però utilitzant la versió arrodonida del 6 i del 9.

## Tipus

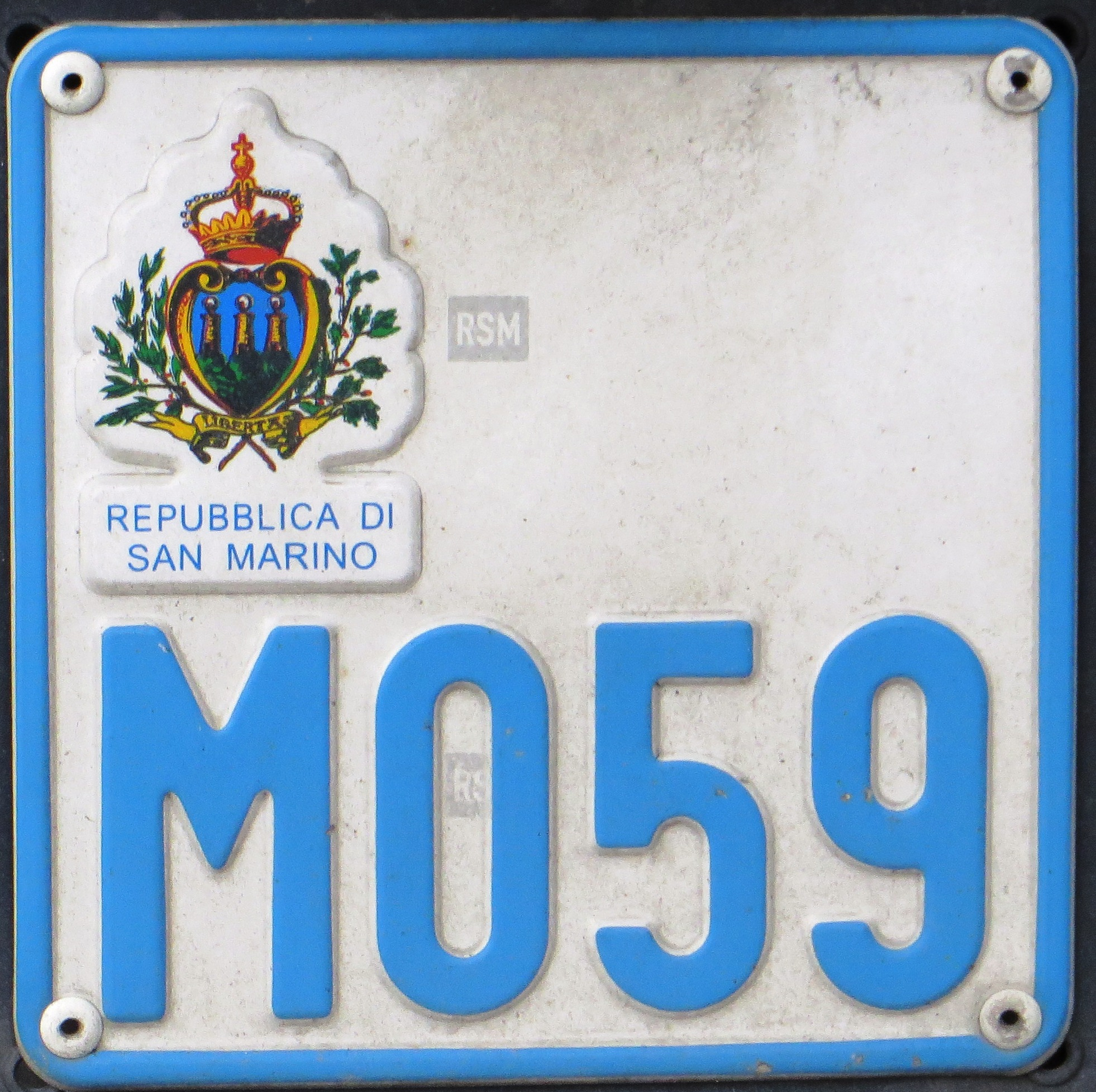
Model de matrícula per a motocicletes.

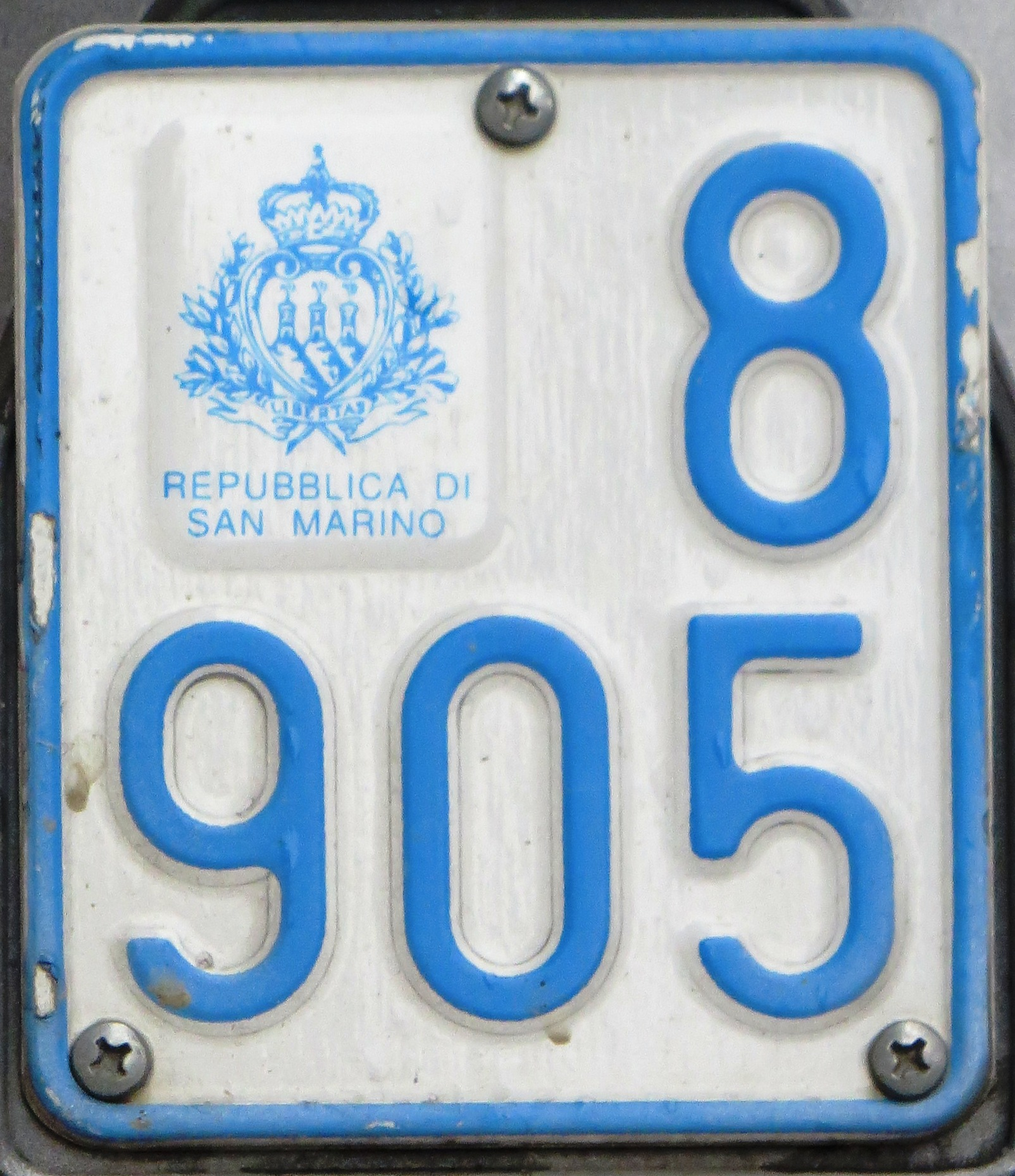
Model per a ciclomotor.

Les motocicletes utilitzen una plaques de format quadrat amb mides de 165 mm x 165 mm amb la combinació d'una lletra seguida de tres xifres. Les plaques dels ciclomotors són també quadrades però només s'utilitzen quatre xifres per a la combinació.
Els vehicles històrics, inscrits a l'Automotoclub Storico Sanmarinese, poden portar una matrícula formada per les lletres RSM més una H vermella (d'Històric) davant una combinació de 3 xifres (per exemple, RSM H1234).
Els vehicles policials utilitzen una matrícula formada per la paraula POLIZIA en vermell seguida d'una combinació de 3 xifres.
Els vehicles diplomàtics utilitzen una matrícula formada per les lletres CD (de Cos Diplomàtic) en vermell seguida d'una combinació de dues xifres.
Des del 2003, amb el decret 149 es va introduir la possibilitat d'utilitzar plaques personalitzades amb la possibilitat de triar entre la sèrie alfanumèrica de cinc caràcters, en les següents combinacions de xifres i lletres:
- De AAA00 a ZZZ99
- De AAAAA a ZZZZZ
- De AA00A a ZZ00Z
- De AAAA0 a ZZZZ9

## Història
A partir del 1927 es van introduir les plaques de matrícula amb caràcters en dues línies. Es mostrava l'emblema de la república, RSM, a la línia inferior sobre una combinació de 3 xifres. A l'arribar al 999 s'hi va afegir una lletra en ordre alfabètic creixent.
A partir del 1952 les lletres RSM es van situar a la línia superior, juntament amb l'escut d'armes, mentre que les xifres van traslladar-se a la inferior (la combinació era de 4 dígits). El 1973, quan s'arribà a 9999 s'hi va afegir com a primer caràcter, una lletra en ordre alfabètic creixent. Des del 1976 es van introduir de nou les plaques d'una sola línia. Tots els caràcters van ser escrits en blau cel sobre un fons blanc.
El 1979 es va introduir la placa policromada, amb tots els caràcters en una sola línia (5 xifres). A la part superior de la placa i ocupant la seva totalitat hi havia escrita la llegenda REPUBBLICA DI SAN MARINO. Les plaques frontals, que havien estat de mida menor que les posteriors, es van fer idèntiques.
El 1987 es van presentar els caràcters i l'escut d'armes en relleu. La llegenda REPUBBLICA DI SAN MARINO es va traslladar a la part inferior i en una mida més petita.